# Шаверја (Ен)
Шаверја (фр. Chaveyriat) је насељено место у Француској у региону Рона-Алпи, у департману Ен (Рона-Алпи).
По подацима из 2011. године у општини је живело 943 становника, а густина насељености је износила 55,9 становника/km².

## Демографија
| 1962. | 1968. | 1975. | 1982. | 1990. | 2011. |
| ----- | ----- | ----- | ----- | ----- | ----- |
| 623   | 616   | 567   | 598   | 766   | 943   |